# Мирики
Паукообразные обезьяны, или мирики́, или брахителесы (лат. Brachyteles) — род приматов из семейства паукообразных обезьян (Atelidae). Известно два вида мириков, которые обитают близ атлантических берегов юго-восточной части Бразилии. Северная мирика находится на грани вымирания. Длина тела представителей — 35—60 см (без учёта хвоста), масса — 4—10 кг. Мех окрашен в коричневых и чёрных тонах. Цепкий хвост участвует в брахиации. На его кончике снизу имеется лишённый меха участок, позволяющий прочнее держаться за ветви деревьев.

## Виды
Названия приведены в соответствии с АИ
Род включает два вида:
- typusПаукообразная обезьяна (Brachyteles arachnoides)
- Рыжеватая обезьяна (Brachyteles hypoxanthus)